# Tacuma Itó
Tacuma Itó (japonsky 伊藤 竜馬, Itó Tacuma, * 18. května 1988 Hokusei, nyní Inabe, prefektura Mie) je japonský profesionální tenista. Ve své dosavadní kariéře nevyhrál na okruhu ATP World Tour žádný turnaj. Na challengerech ATP a okruhu ITF získal do dubna 2014 třináct titulů ve dvouhře a jeden ve čtyřhře.
Na žebříčku ATP byl ve dvouhře nejvýše klasifikován v říjnu 2012 na 60. místě a ve čtyřhře pak v červnu 2014 na 312. místě. Ve světové kombinované juniorské klasifikaci ITF nejvýše figuroval na v říjnu 2006 na 75. místě. Trénuje ho Jan Vacek.

## Tenisová kariéra

### Týmové soutěže
V japonském daviscupovém týmu debutoval v roce 2009 utkáním semifinále 1. skupiny zóny Asie a Oceánie proti Uzbekistánu, v němž prohrál dvouhru s Dustovem a porazil Inojatova. Japonci odešli poraženi 2:3 na zápasy. Nejdále se s družstvem probojoval do čtvrtfinále Světové skupiny 2014, když proti České republice plnil, při nepřítomnosti Kei Nišikoriho (錦織 圭) a Gó Soedy (添田 豪), roli týmové jedničky. V úvodním singlu podlehl Radku Štěpánkovi a v páru s Učijamou odešli poraženi i ze čtyřhry. Japonci prohráli 0:5 na zápasy. Do roku 2015 v soutěži nastoupil k dvanácti mezistátním utkáním s bilancí 7–6 ve dvouhře a 1–5 ve čtyřhře.
Japonsko reprezentoval na londýnských Hrách XXX. olympiády. V úvodním kole mužské dvouhry podlehl kanadskému hráči Milosi Raonicovi po dvousetovém průběhu.
Na Asijských hrách 2010 v Kantonu získal dvě bronzové medaile ve dvouhře a v soutěži týmů. Na Východoasijských hrách 2009 v Hongkongu pak stříbro z dvouhry a bronzovou medaili ze čtyřhry.

### Individuální kariéra
V sezóně 2008 debutoval v hlavní soutěži turnaje okruhu ATP Tour, když obdržel divokou kartu na tokijský AIG Japan Open Tennis Championships. V úvodním kole lehce podlehl Američanu Bobbymu Reynoldsu po setech 3–6 a 1–6. Premiérového vítězného zápasu se v této úrovni tenisu dočkal až v sezóně 2011, když na americké události Atlanta Tennis Championships 2011 porazil v prvním kole německého tenistu Michaela Berrera 7–6 a 6–4. Ve druhém však nestačil na indického kvalifikanta Somdeva Devvarmana, na něhož uhrál pouze čtyři gamy.

#### 2012
Na prvním turnaji roku 2012 – Brisbane International se probojoval do osmifinále, v němž byla nad jeho síly austraalská naděje Bernard Tomic po setech 1–6 a 2–6. Po výhře nad krajanem Go Soedou prošel do druhého kola houstonského Mistrovství Spojených států na antukových dvorcích. V něm však nenašel recept na argentinskou světovou šestnáctku Juana Mónaca.
V japonském družstvu odehrál tři dvouhry na posledním ročníku Světového poháru družstev, kde porazil 26. muže světové klasifikace Radka Štěpánka 3–6, 6–4 a 6–4, aby jej následně porazili Argentinec Leonardo Mayer a Američan Ryan Harrison. Ve Wimbledonu jej v prvním zápasu zastavil Polák Łukasz Kubot. Ve stejné fázi vypadl na US Open proti Australanu Matthewovi Ebdenu.
Na French Open mu stopku v otevíracím utkání vystavil čtvrtý nasazený Andy Murray Po výhře nad Rakušanem Jürgen Melzerem si zahrál čtvrtfinále travnatého UNICEF Open v 's-Hertogenboschi, kde skončil na raketě Benoîta Paireho.

#### 2013–2014
Během sezóny 2013 vypadl v úvodním kole lednového Brisbane International, kde podlehl Australanu z konce druhé stovky Johnu Millmanovi. Na říjnovém Rakuten Japan Open Tennis Championships hraném v Tokiu nestačil se Španěla Feliciana Lópeze. V průběhu navazujícího Mastersu Shanghai Rolex Open 2013 se probojoval z kvalifikace do úvodního kola, kde uhrál pět gamů na favorizovaného Francouze Gaëla Monfilse.
Na nejvyšší grandslamové úrovni ve dvouhře nejdále prošel do druhého kola úvodního majoru sezóny Australian Open 2012 a 2013, když v prvním případě nestačil na Francouze Nicolase Mahuta a ve druhém pak na dvacátého osmého nasazeného Kypřana Marcose Baghdatise, vždy po čtyřsetovém průběhu. V kvalifikaci Australian Open 2014 podlehl v prvním kole 589. hráči žebříčku Danielu Kosakowskému ze Spojených států.

## Finále na challengerech ATP

### Dvouhra: 9 (6–3)
| Stav      | Č. | Datum              | Turnaj               | Povrch      | Soupeř ve finále         | Výsledek           |
| Finalista | 1. | 29. listopadu 2009 | Tojota, Japonsko     | koberec (h) | Vladimir Ignatik         | 6–7(6–8), 6–7(3–7) |
| Vítěz     | 1. | 14. srpna 2010     | Brasília, Brazílie   | tvrdý       | Izak van der Merwe       | 6–4, 6–4           |
| Vítěz     | 2. | 28. listopadu 2010 | Tojota, Japonsko     | tvrdý       | Júiči Sugita (杉田 祐一) | 6–4, 6–2           |
| Vítěz     | 3. | 4. dubna 2011      | Recife, Brazílie     | tvrdý       | Tiago Fernandes          | bez boje           |
| Finalista | 2. | 15. května 2011    | Pusan, Jižní Korea   | tvrdý       | Dudi Sela                | 2–6, 7–6(7–5), 3–6 |
| Vítěz     | 4. | 27. listopadu 2011 | Tojota, Japonsko     | koberec (h) | Sebastian Rieschick      | 6–4, 6–2           |
| Vítěz     | 5. | 11. března 2012    | Kjóto, Japonsko      | koberec (h) | Malek Džazírí            | 6–7(5–7), 6–1, 6–2 |
| Finalista | 3. | 29. dubna 2012     | Kaohsiung, Tchaj-wan | tvrdý       | Gó Soeda (添田 豪)       | 3–6, 0–6           |
| Vítěz     | 6. | 13. května 2012    | Pusan, Jižní Korea   | tvrdý       | John Millman             | 6–4, 6–3           |

### Čtyřhra: 1 (0–1)
| Stav      | Č. | Datum           | Turnaj          | Povrch      | Spoluhráč               | Finalisté                  | Výsledek                   |
| Finalista | 1. | 14. března 2009 | Kjóto, Japonsko | koberec (h) | Takao Suzuki (鈴木貴男) | Ajsám Kúreší Martin Slanar | 7–6(9–7), 6–7(7–3), [6–10] |